# Sebastian Göransson
Sebastian Göransson (født 1. december 1987) er en svensk fodboldspiller, som har fået sin fodboldopdragelse i den lille svenske klub IFK Värnamo. Han spiller i dag for IFK Värnamo.
Göransson har været på korte ophold i IF Elfsborg og Östers IF, men er altid vendt hjem til Värnamo igen inden turen gik til Danmark og Viborg FF i august 2008.
Her underskrev han en 2-årig kontrakt. Men allerede året efter var det slut for svenskere i Viborg og Danmark. Da han var langt fra startopstillingen samtidig med at han savnede familie og venner i hjemlandet, blev parterne i juli 2009 enige om at ophæve kontrakten.
Da han spillede i IF Elfsborg, fik han nogle kampe på det svenske U-18 landshold.